# Rahta Pimplas
Rahta Pimplas é uma cidade  no distrito de Ahmadnagar, no estado indiano de Maharashtra.

## Demografia
Segundo o censo de 2001, Rahta Pimplas tinha uma população de 19,024 habitantes. Os indivíduos do sexo masculino constituem 51% da população e os do sexo feminino 49%. Rahta Pimplas tem uma taxa de literacia de 72%, superior à média nacional de 59.5%: a literacia no sexo masculino é de 79% e no sexo feminino é de 65%. Em Rahta Pimplas, 13% da população está abaixo dos 6 anos de idade.